# 肌上皮細胞
肌上皮細胞（myoepithelial cells）或 肌上皮（myoepithelium），是通常在腺上皮中发现的一薄层细胞，位于基底膜之上，但一般位于腔细胞之下；肌上皮由具扁平突起以及具收缩功能的上皮样细胞构成，其收缩有利于腺细胞分泌物的排出。
肌上皮細胞可能有α平滑肌肌动蛋白的生物标记，其可收縮並幫助外分泌腺分泌。肌上皮細胞可見於汗腺、乳腺、泪腺，以及唾腺。該種細胞會在這些組織當中基底細胞層，並常含有上皮前驅細胞。當上皮受損時，肌上皮細胞會開始增生。如果增生組織內發現增生的肌上皮細胞，通常代表該增生組織為良性，如果沒有則可能代表惡性。但某些惡性腫瘤如腺樣囊狀癌具有肌上皮細胞。
肌上皮細胞可以在内胚层或外胚層內發現。

## 生物標記
肌上皮細胞為含有角蛋白，藉此可與含波形蛋白的肌纖維母細胞區分。前者屬上皮細胞，後者屬間質細胞。肌上皮細胞通常含有α-平滑肌肌動蛋白（αSMA）、細胞角蛋白，也可能含其他高分子量細胞角蛋白，如 p63 及 caldesmon。

## 外部連結
- Anatomy Atlases - Microscopic Anatomy, plate 07.141 - "Axillary Sweat Gland: Myoepithelium"
- Histology image: 43_13 at the University of Oklahoma Health Sciences Center - "thick skin"
- Histology at KUMC glands-glands09 "Simple Tubular Coiled"
- MCG生理学 6/6ch4/s6ch4_4